# Юрьель
Юрье́ль (фр. Huriel) — коммуна во Франции, находится в регионе Овернь. Департамент коммуны — Алье. Административный центр кантона Юрьель. Округ коммуны — Монлюсон.
Код INSEE коммуны — 03128.
Деревня Юрьель является одним из восьми претендентов на звание географического центра Франции.

## Население
Население коммуны на 2008 год составляло 2471 человек.
| 1962 | 1968 | 1975 | 1982 | 1990 | 1999 | 2008 |
| ---- | ---- | ---- | ---- | ---- | ---- | ---- |
| 2220 | 2237 | 2147 | 2347 | 2606 | 2377 | 2471 |

## Экономика
В 2007 году среди 1563 человек в трудоспособном возрасте (15—64 лет) 1119 были экономически активными, 444 — неактивными (показатель активности — 71,6 %, в 1999 году было 69,1 %). Из 1119 активных работали 1046 человек (572 мужчины и 474 женщины), безработных было 73 (31 мужчина и 42 женщины). Среди 444 неактивных 109 человек были учащимися или студентами, 185 — пенсионерами, 150 были неактивными по другим причинам.

## Достопримечательности
- Романская церковь Нотр-Дам (XI век)
- Романский донжон
- Дом науки

## Фотогалерея

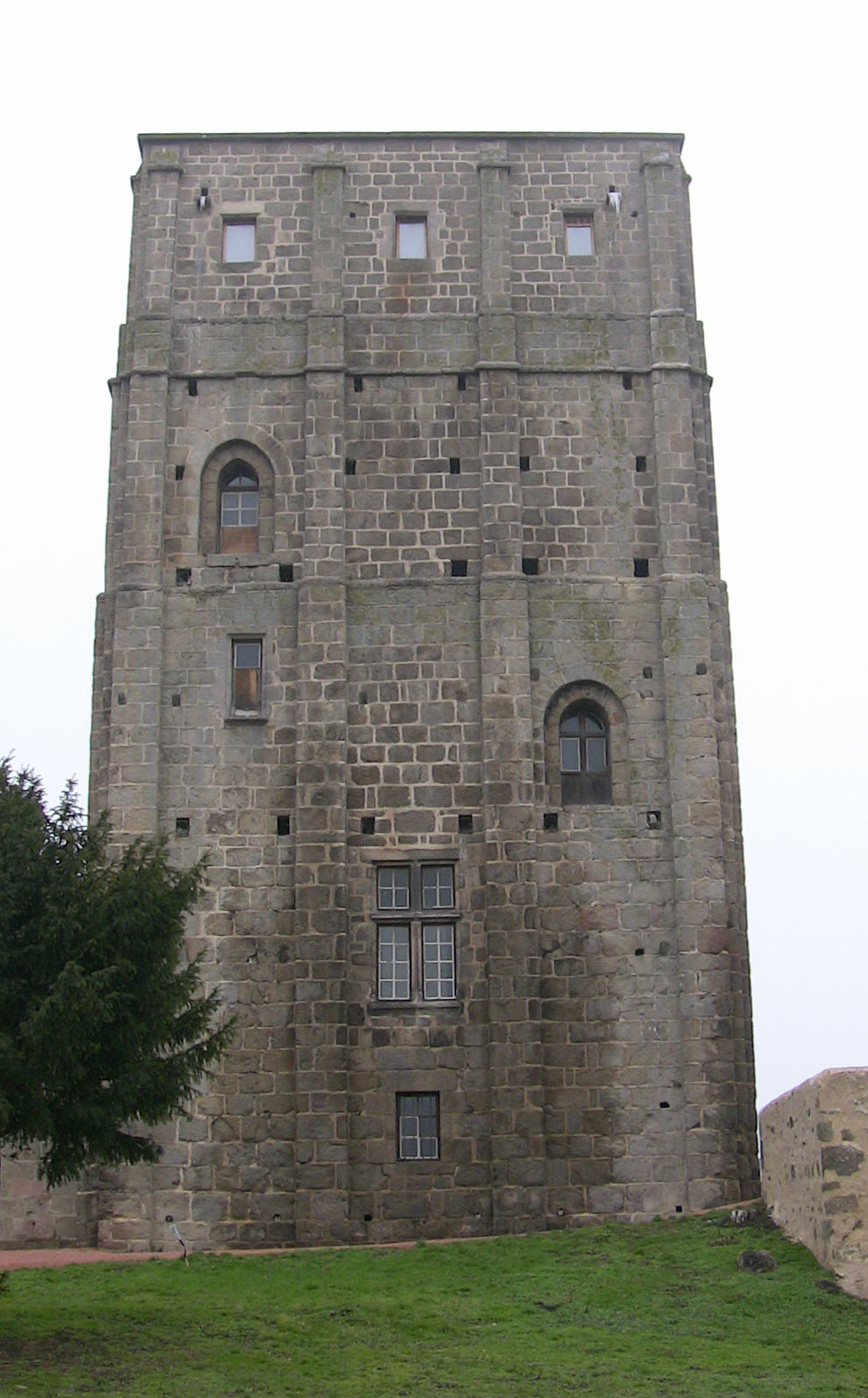
Донжон
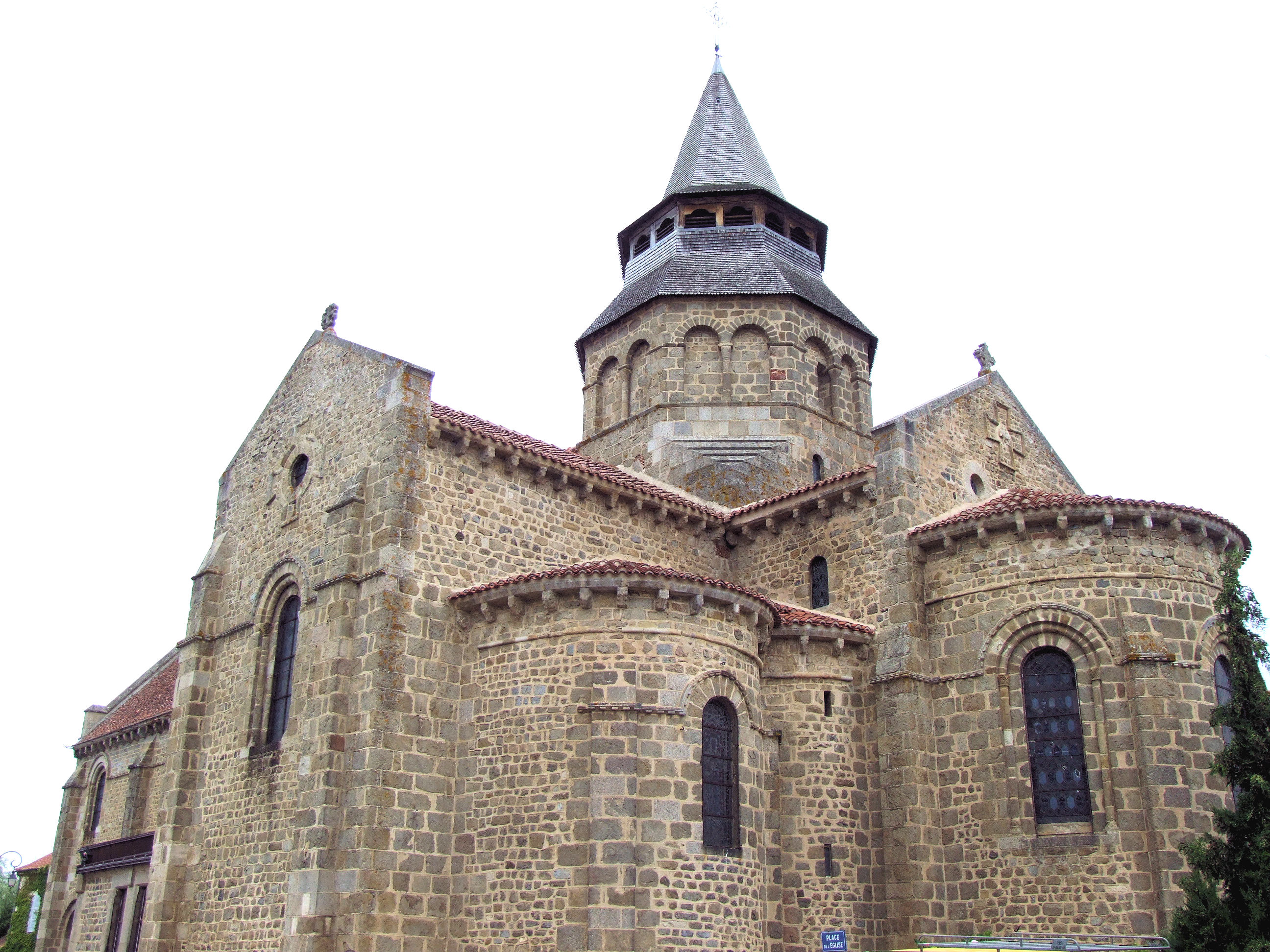
Церковь Нотр-Дам
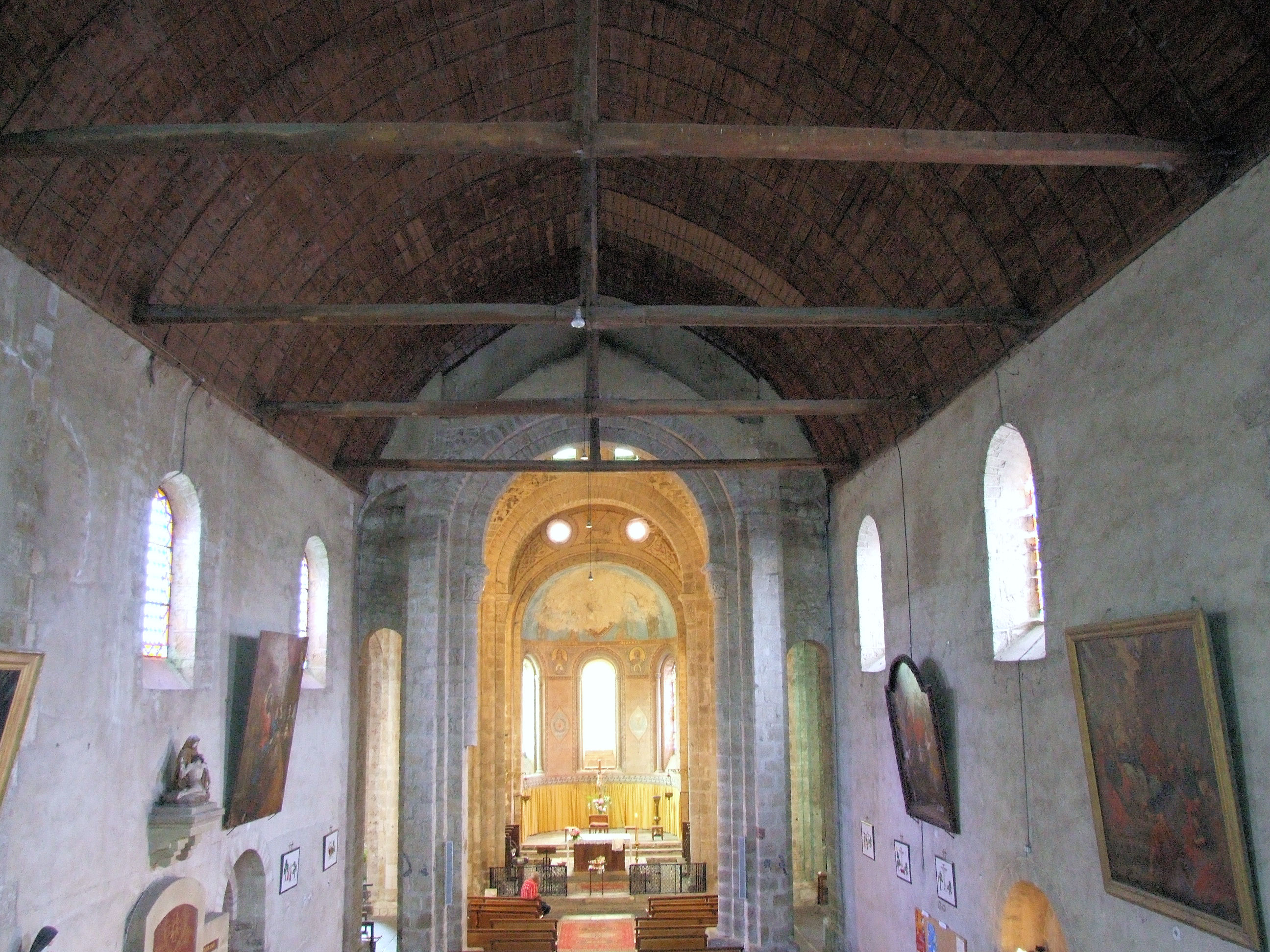
Неф церкви Нотр-Дам
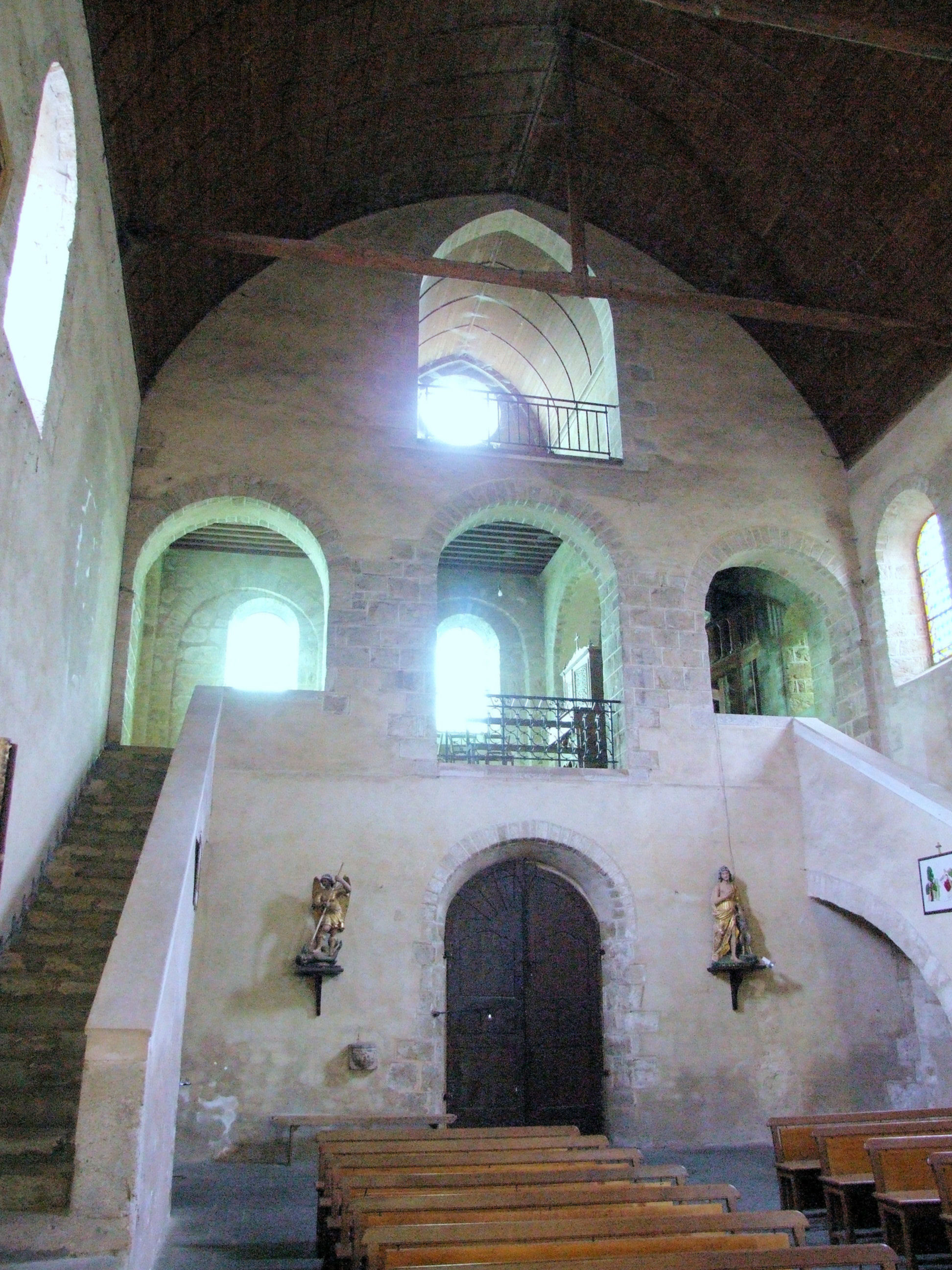
Притвор церкви Нотр-Дам